# Welcome to Wherever You Are
Welcome to Wherever You Are is een nummer van de Amerikaanse rockband Bon Jovi uit 2005. Het is de tweede single van hun negende studioalbum Have a Nice Day.
Het nummer flopte in de Verenigde Staten, maar het werd een bescheiden hit in sommige Europese landen, waaronder het Verenigd Koninkrijk, Duitsland, Oostenrijk en Italië. In Nederland haalde het de 2e positie in de Tipparade, in Vlaanderen de 9e positie in de Tipparade.